# محمدآباد شه‌دوست
محمدآباد شه‌دوست روستایی در دهستان چاه احمد بخش نازیل شهرستان تفتان استان سیستان و بلوچستان ایران است.

## جمعیت
بر پایه سرشماری عمومی نفوس و مسکن در سال ۱۳۹۵ جمعیت این روستا ۱۵۲ نفر (۳۲خانوار) بوده‌است.